# Gračaci-mező
A Gračaci-mező (horvátul: Gračačko polje) egy karsztmező Horvátországban, Lika déli részén, Lika-Zengg megyében. 

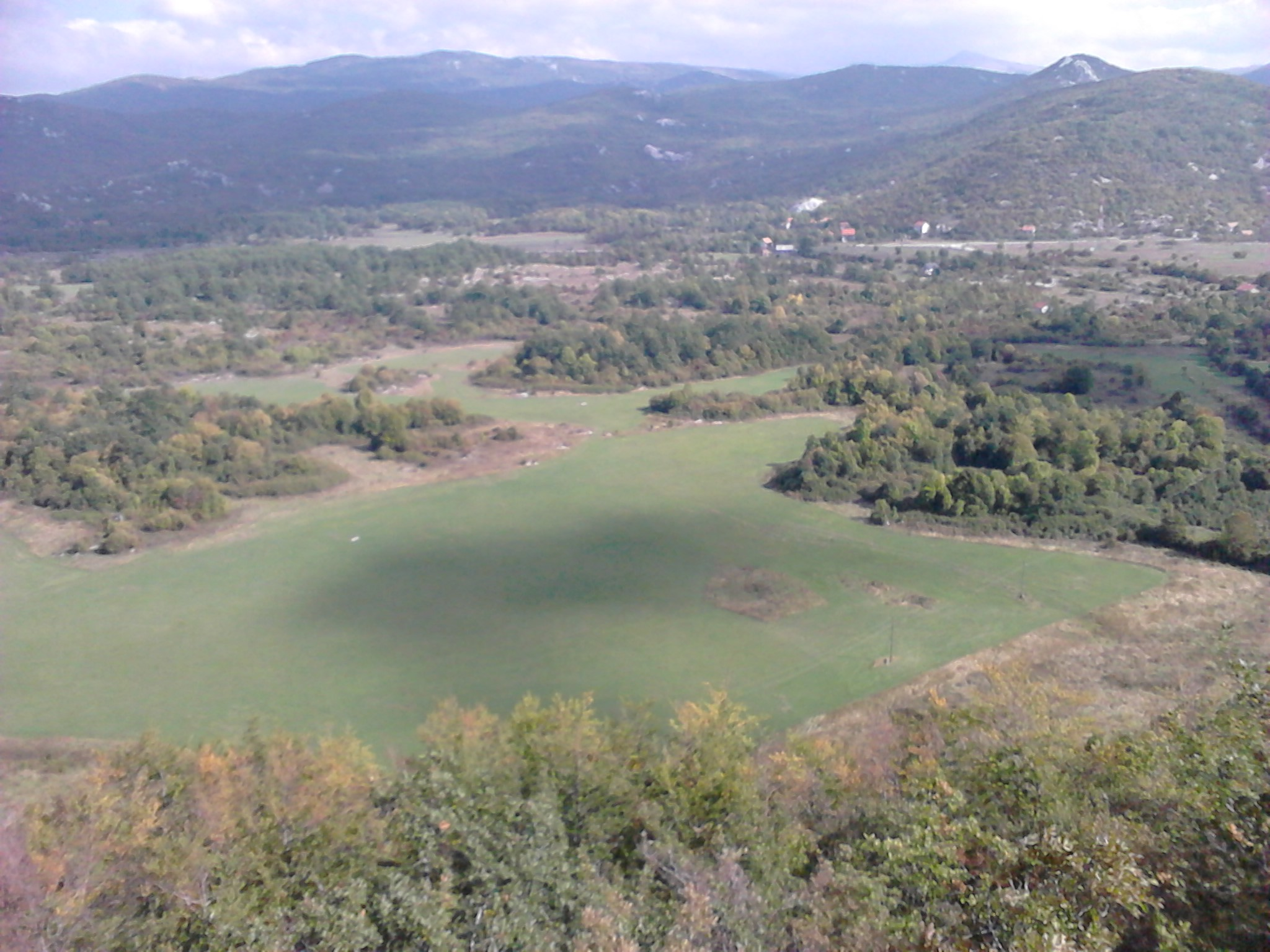
A Gračaci-mező látképe

## Fekvése
A Gračaci-mező a Velebit-hegység és a Resnik között húzódik, északnyugat-délkeleti irányban. Körülbelül 8,2 km2 területet ölel fel, 10,2 km hosszú és körülbelül 2 km széles. Tengerszint feletti magassága 544 és 562 méter között váltakozik. A mező alja dolomitból épült fel, többek között a Ričica, a Krivka, az Opsenica és az Otuča-patakok folynak át rajta. Vizüket az 1984-ben épített HE Velebit vizierőmű hasznosítja. A mezőn a Gospić-Gračac-Knin út és a Zágráb-Split vasútvonal halad át

## Gazdaság
A Velebit vizierőmű megépítése előtt esős időszakban évente körülbelül négy hónapra árasztotta el a víz. A számos folyóvíz miatt a mezőgazdasági fejlődés feltételei jók. A lakosság főként földműveléssel (főként burgonya) és állattenyésztéssel (juh, szarvasmarha, sertés) foglalkozik.

## Népesség
A legnagyobb települések a mező szélén alakultak ki. A legnagyobb település Gračac, amelyről a mezőt elnevezték, továbbá Raduč és Bruvno.

## Fordítás
Ez a szócikk részben vagy egészben  a   Gračačko polje című horvát Wikipédia-szócikk ezen változatának fordításán alapul.  Az eredeti cikk szerkesztőit annak laptörténete sorolja fel. Ez a jelzés csupán a megfogalmazás eredetét és a szerzői jogokat jelzi, nem szolgál a cikkben szereplő információk forrásmegjelöléseként.